# DOC 59
DOC 59 – Gruppe für Filmgestaltung wurde auf Initiative von Ferdinand Khittl und Haro Senft nach einigen vorbereitenden Zusammenkünften am 9. April 1959 als gemeinnütziger Verein in München-Schwabing von Filmemachern gegründet, die vorwiegend im Bereich Kurz- und Dokumentarfilm erfolgreich tätig waren.
Ziel war die Bemühung, filmkünstlerische Bestrebungen aktiv zu fördern, das allgemeine Interesse am kulturell wertvollen Film zu beleben und dies in der Öffentlichkeit zu propagieren und zu vertreten. Es war im Wesentlichen die Fortführung der Absichten, die bereits 1957 in dem von Herbert Vesely, Haro Senft und Heiner Braun veröffentlichten Aufruf „filmform – das dritte Programm“ vorgegeben waren und sich schließlich in den Forderungen des „Oberhausener Manifests“ wiederfinden.
Die Gründungsmitglieder waren:
| * | Bodo Blüthner       | Autor und Regisseur     |
| * | Heinz Furchner      | Kameramann              |
| * | Ferdinand Khittl    | Autor und Regisseur     |
| * | Hans Loeper         | Komponist und Autor     |
|   | Enno Patalas        | Journalist              |
|   | Hans Posegga        | Komponist               |
|   | Petrus Schloemp     | Kameramann              |
| * | Fritz Schwennicke   | Kameramann und Fotograf |
| * | Haro Senft          | Regisseur               |
| * | Franz Josef Spieker | Regisseur               |
|   | Herbert Thallmayer  | Kameramann              |
| * | Wolf Wirth          | Kameramann              |

Zur Gruppe gehörten zu diesem Zeitpunkt auch:
| * | Pitt Koch             | Regisseur und Kameramann |
| * | Ronald Martini        | Produzent und Regisseur  |
| * | Raimond Ruehl         | Regisseur                |
| * | Detten Schleiermacher | Autor und Regisseur      |

Kurzfristig schlossen sich an:
| * | Rob Houwer     | Regisseur             |
| * | Dieter Lemmel  | Regisseur             |
| * | Peter Schamoni | Regisseur             |
| * | Wolfgang Urchs | Zeichentrickgestalter |

In der Gründungssitzung am 9. April 1959 wurden drei Vorstandsmitglieder in folgender Reihenfolge gewählt: Haro Senft, Ferdinand Khittl und Fritz Schwennicke sowie als Schriftführer Petrus Schloemp.
Ein erster Schritt zu einer akademischen Filmausbildung wurde durch einen Lehrvertrag von den Gruppenmitgliedern Ferdinand Khittl, Raimond Rühl, Fritz Schwennicke, Franz Josef Spieker und Haro Senft mit der „Hochschule für Gestaltung in Ulm“ (HfG Ulm) am 2. Oktober 1961 eingeleitet. Die Designerakademie HfG (1953–1968) war eine Gründung der „Geschwister-Scholl-Stiftung“ und verstand sich als Nachfolgeinstitut des „Weimarer Bauhauses“ (1919–1934).
Anfang 1962 wurde ein Auftritt in der Öffentlichkeit vorbereitet und weiteren Gleichgesinnten angeboten, sich der Aktion anzuschließen. Zu ihnen gehörte u. a. Edgar Reitz, Alexander Kluge, Hans Rolf Strobel und Heinz Tichawsky. Dies führte am 28. Februar 1962 zur Verlesung einer Erklärung bei den „8. Westdeutschen Kurzfilmtagen“ in Oberhausen. Die Presse sprach künftig nur noch von der „Oberhausener Gruppe“ und dem „Oberhausener Manifest“. An der „Hochschule für Gestaltung“ in Ulm wurde im Dezember 1962 eine Filmabteilung eingerichtet.
Der Verein wurde nicht in das Vereinsregister eingetragen aber auch nie aufgelöst. Die Aktivitäten fanden zunächst in der „Oberhausener Gruppe“ und letztlich in der am 24. Oktober 1966 gegründeten „Arbeitsgemeinschaft neuer deutscher Spielfilmproduzenten e.V.“ ihre Fortsetzung.